# 光慧文教館

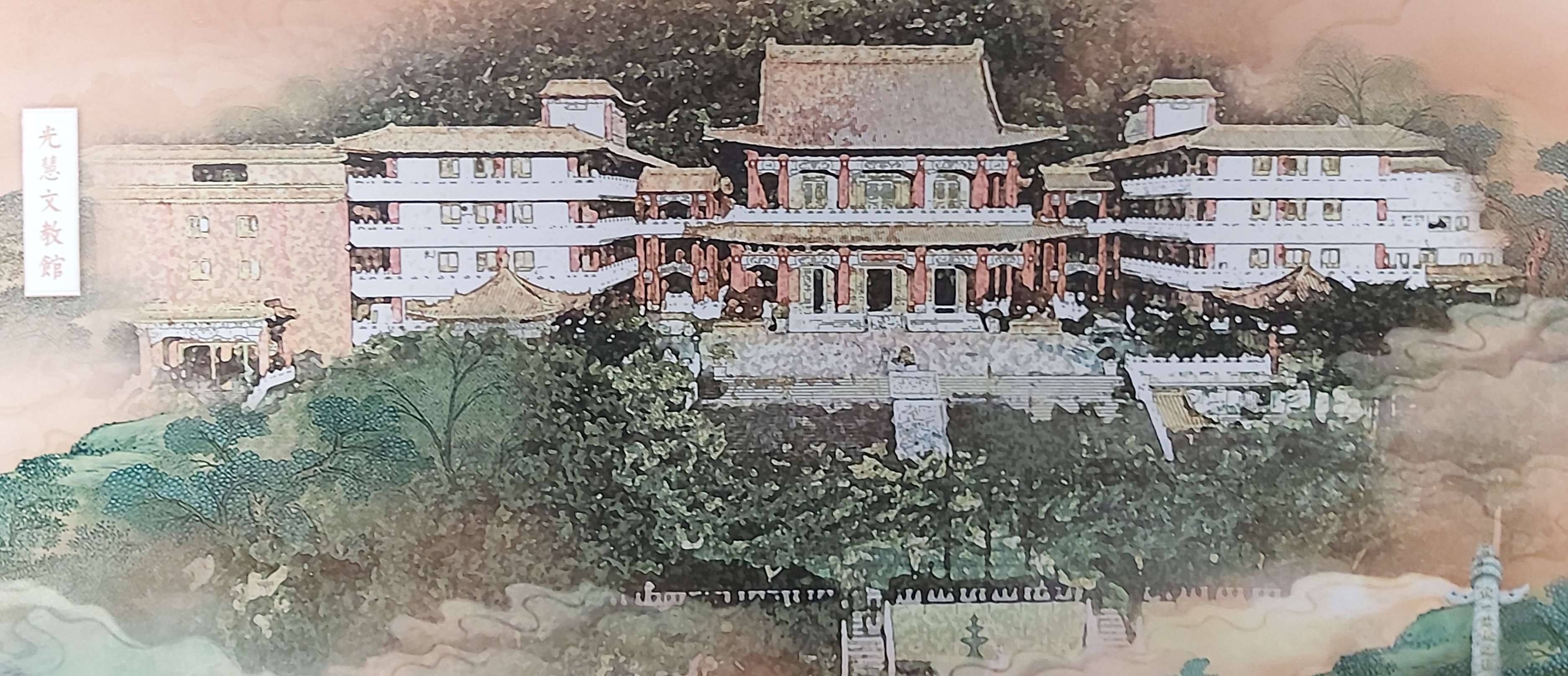
光慧文教館

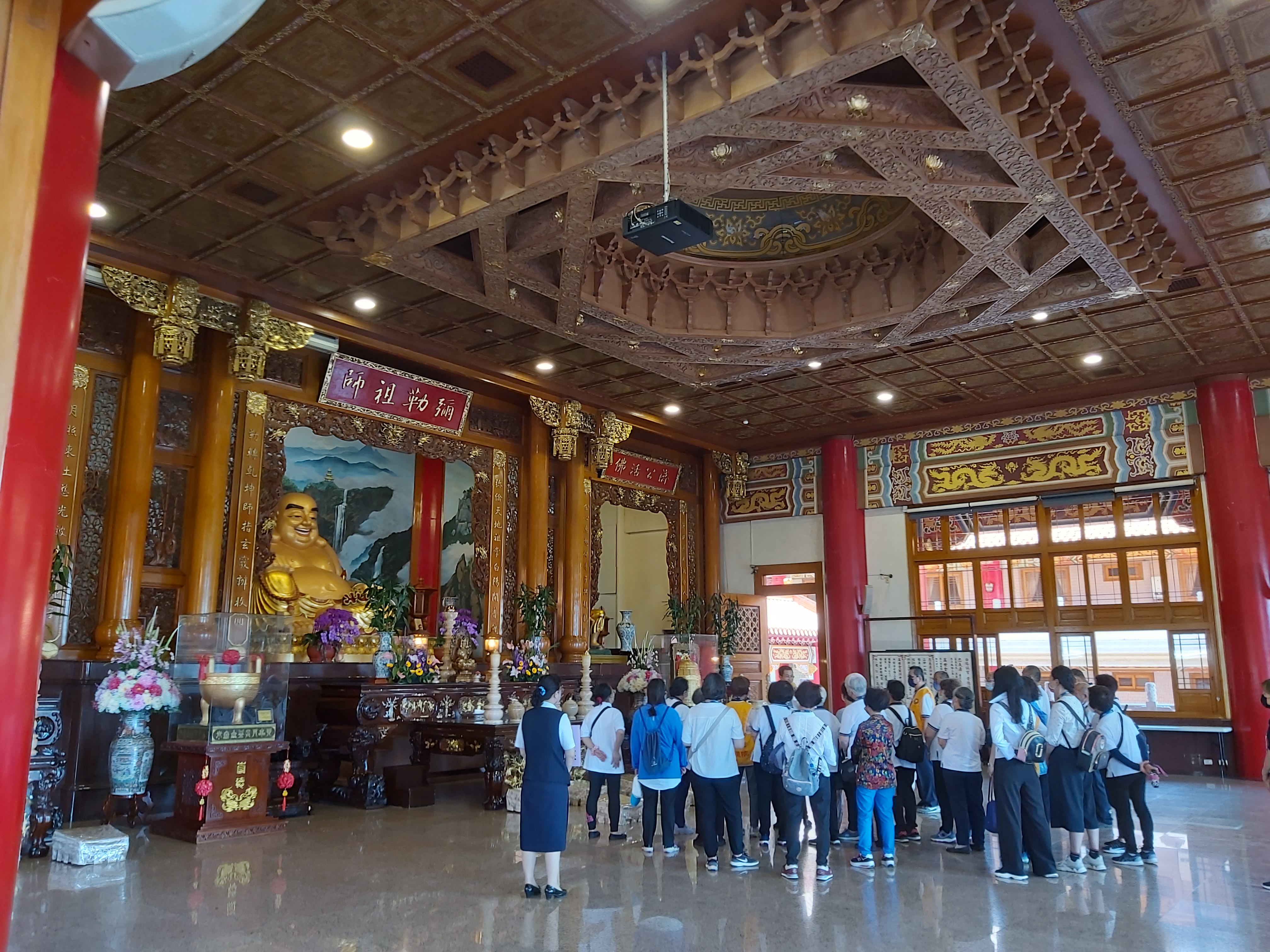
崇德佛院室內

光慧文教館，位於南投縣草屯鎮，是一貫道發一崇德組線的全球道務中心，作為推廣深耕國學與文化復興的培訓及教育基地，全館佔地3公頃餘、緊鄰中興新村，為臺灣宗教百景之一。

## 沿革
1989年由一貫道草屯明道壇壇主曾桐基捐地興建，同年陳鴻珍成立「財團法人光慧文教基金會」，並以此為會址。1998年2月25日建立「崇德佛院」，園區於1999年3月21日落成啟用。2003年7月30日，成立典藏宗教藝術的「菩薩館」。其側另有「文物館」典藏三代以來的青銅器、玉器等雜項文物以及「陶瓷館」典藏宋朝以來的經典瓷器藝術。
2008年1月6日陳鴻珍辭世，於館內舉辦告別儀式。2012年12月8日，館方將文物館及閱覽室改造為「不休息菩薩紀念館」，永久紀念前人陳鴻珍，展示其生平事蹟、書法典籍、手稿以及文物展視。另設有「崇德資料館」。
2010年發一崇德決議於山腳下興建「養慧樓」供清靜信徒怡情養性之用，落成於2012年12月8日。2022年8月5日，歷時五年興建、位於山腳下另一側的附設教學樓落成啟用。

## 建築

### 紀念館
為仿中國北方宮殿式建築，山門上鑲鑄有「敦品、崇禮、志道、立德」字樣。一樓為祖師紀念館，三樓為崇德佛院，殿前分立「忠義鼎」、「萬世金鐘」文物，附設祖師祠。地下二樓闢有大禮堂一座。館前闢有花園廣場，周圍以石雕藝術點綴並附設有健康步道。

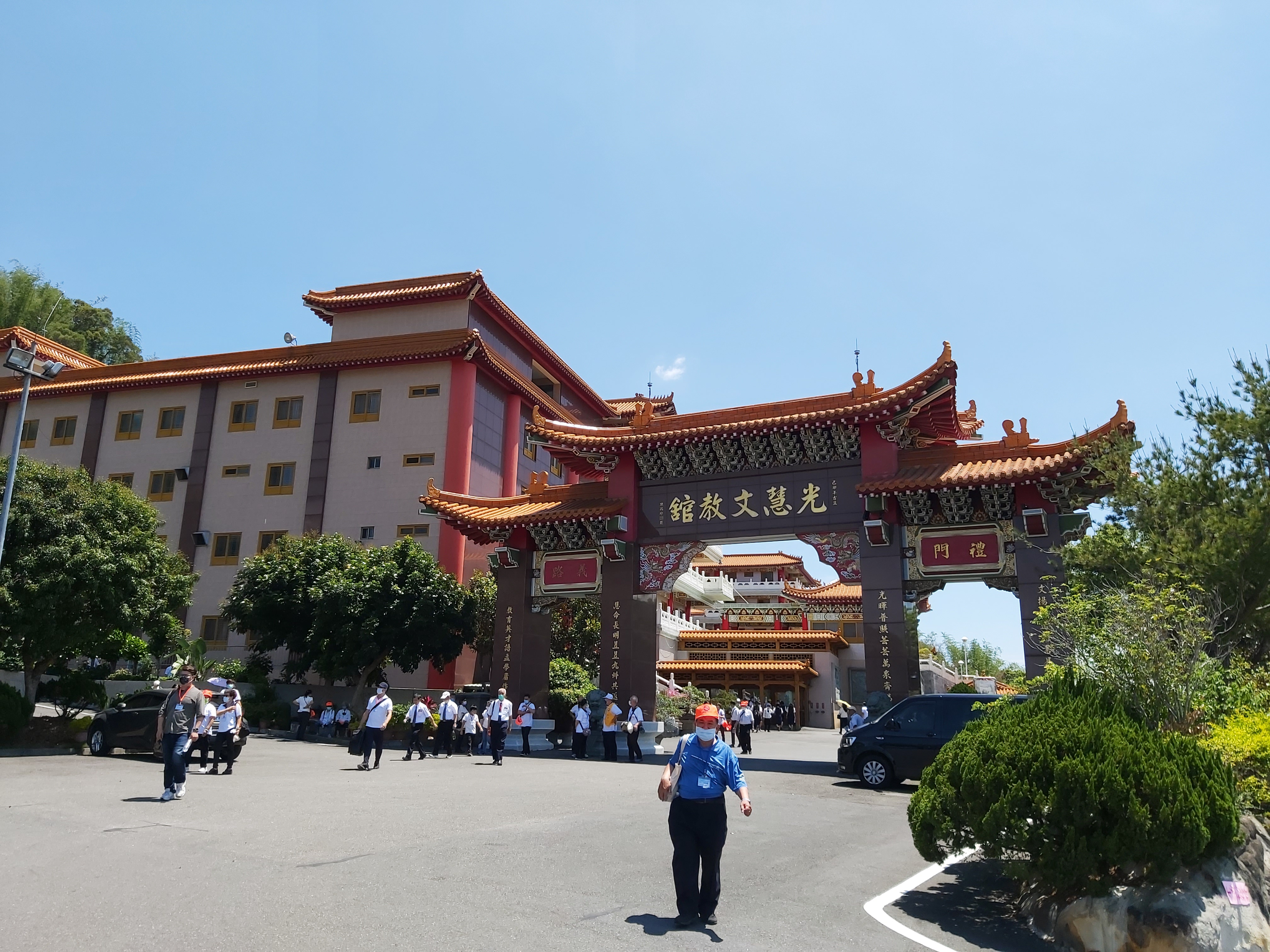
牌樓
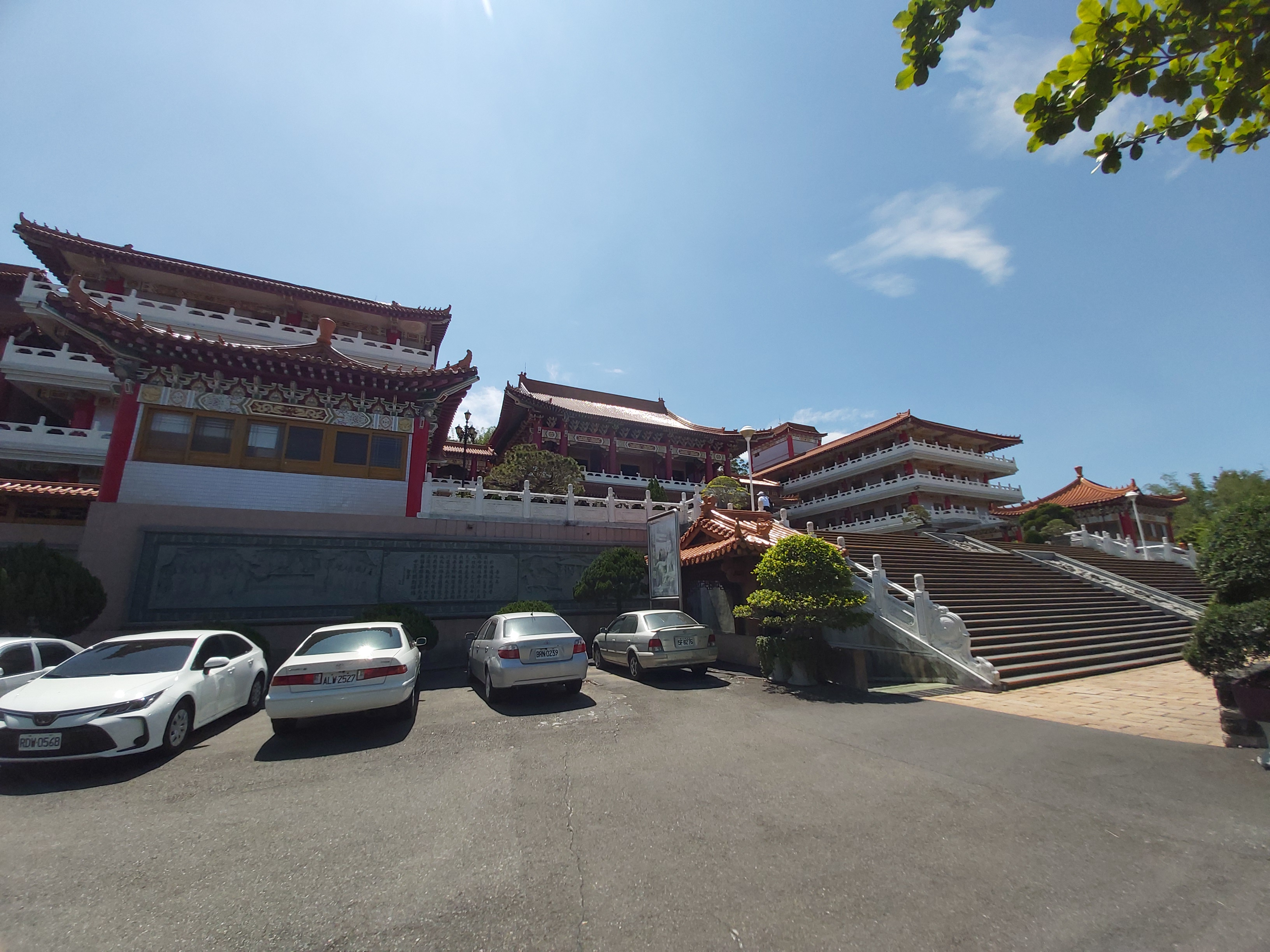
前廣場
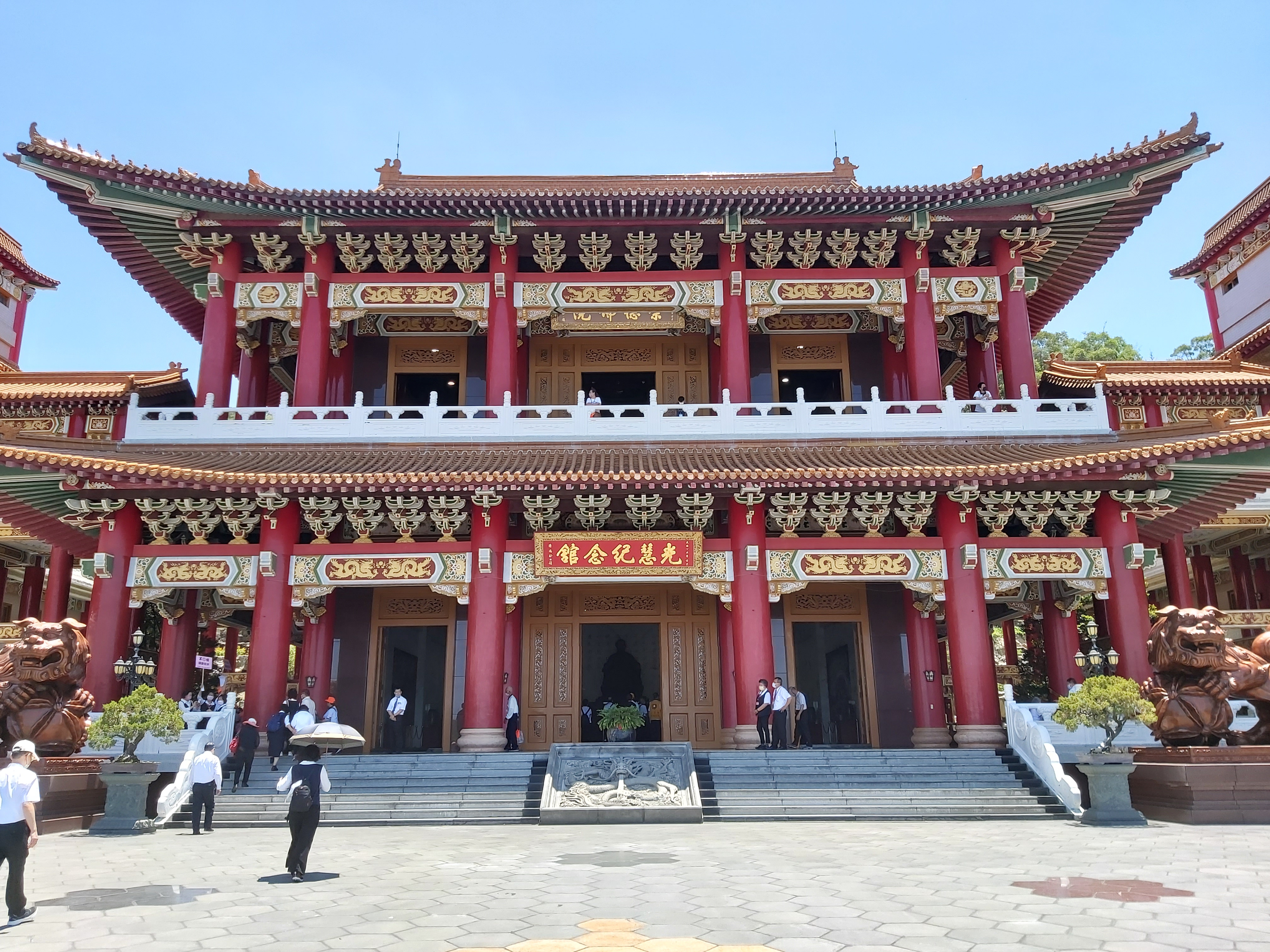
光慧紀念館
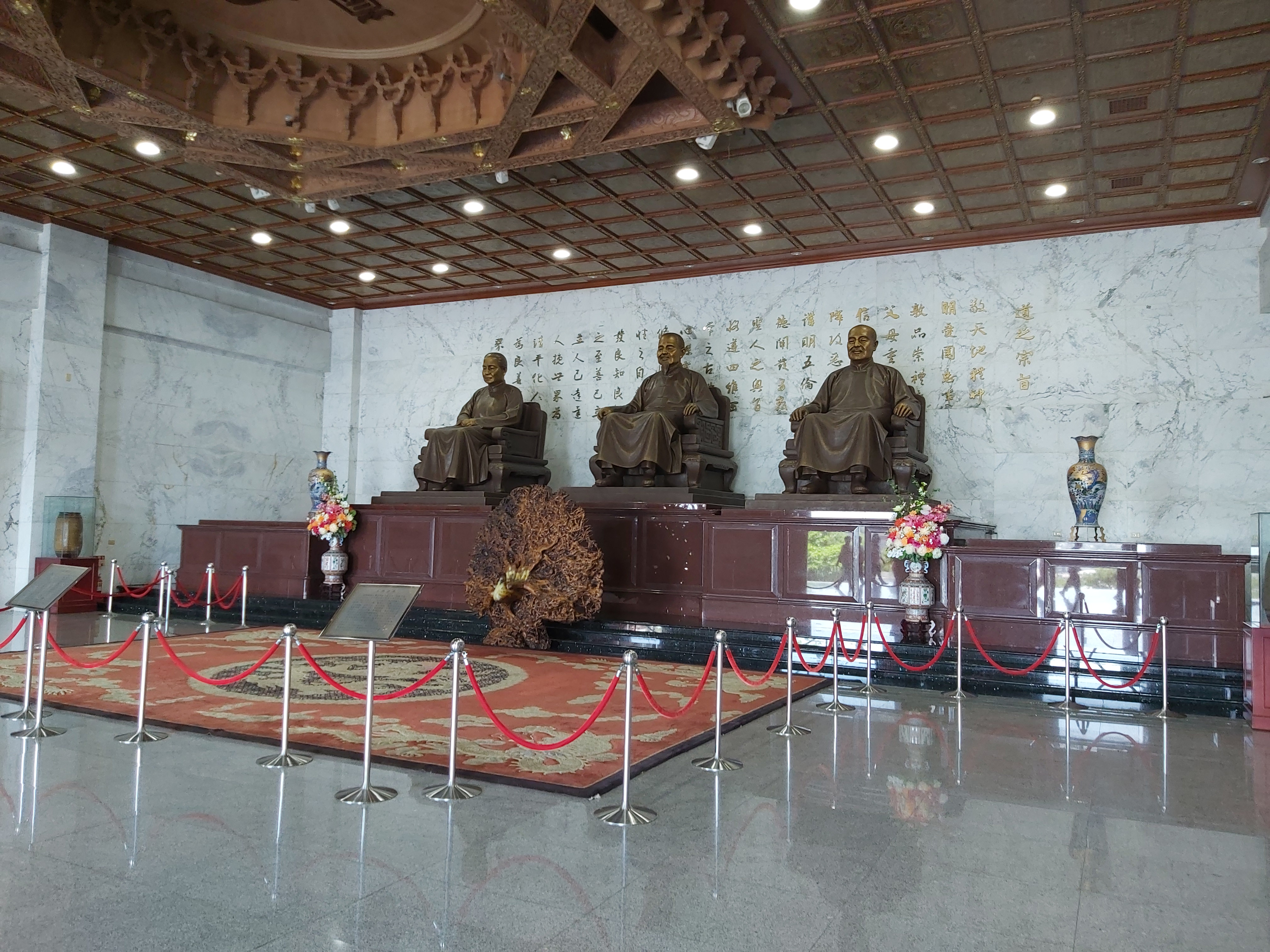
祖師紀念館
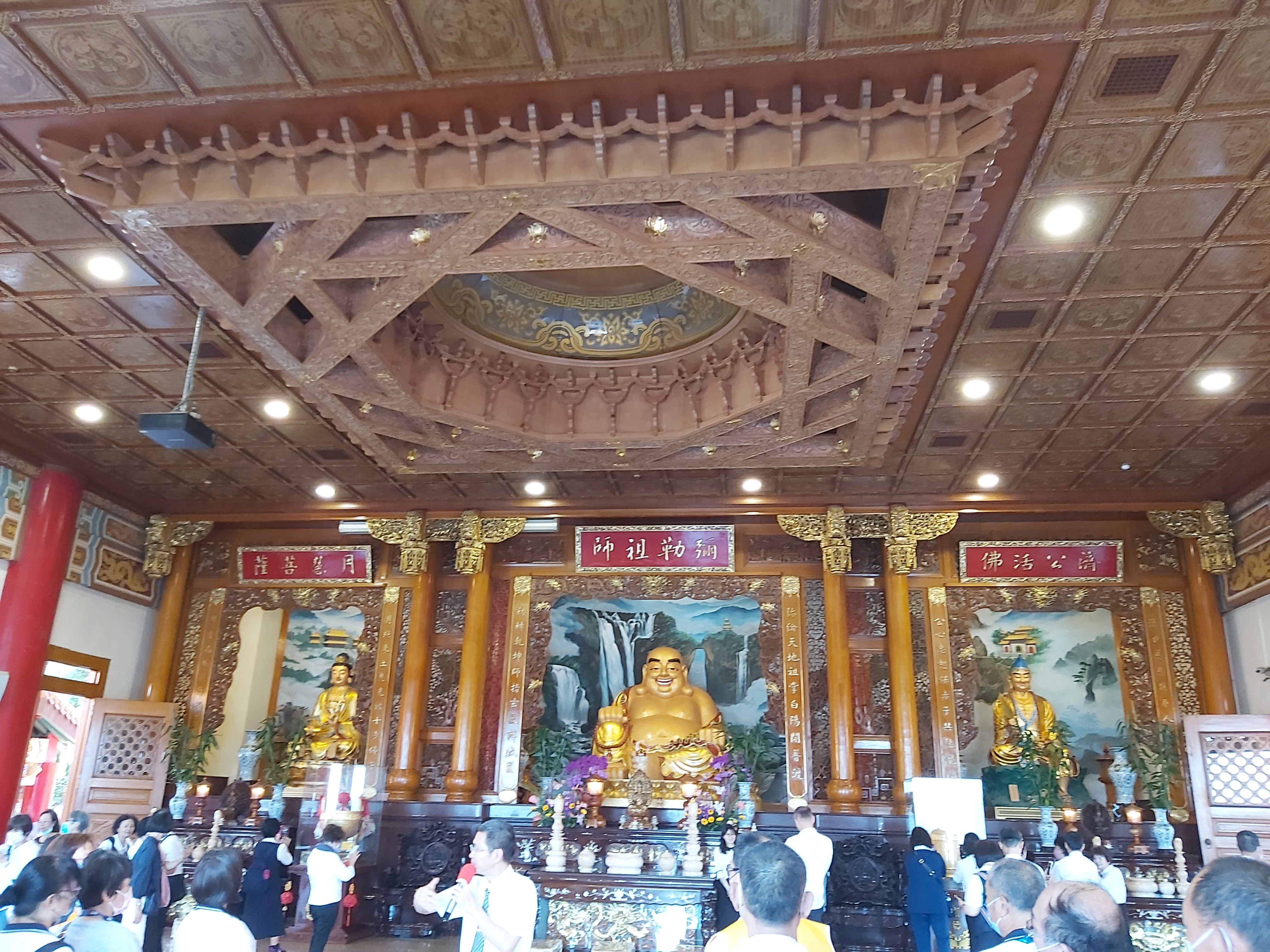
崇德佛院
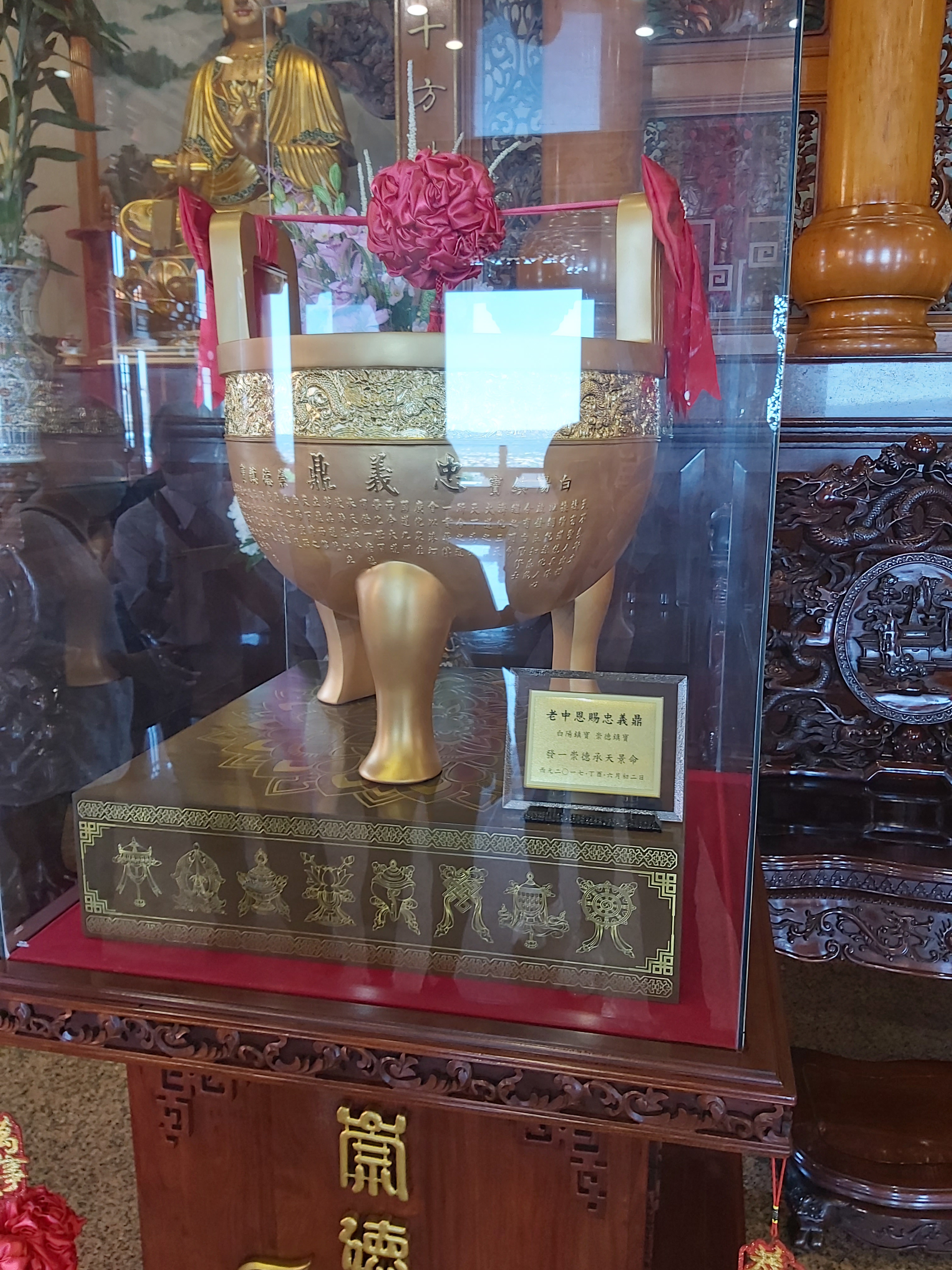
忠義鼎
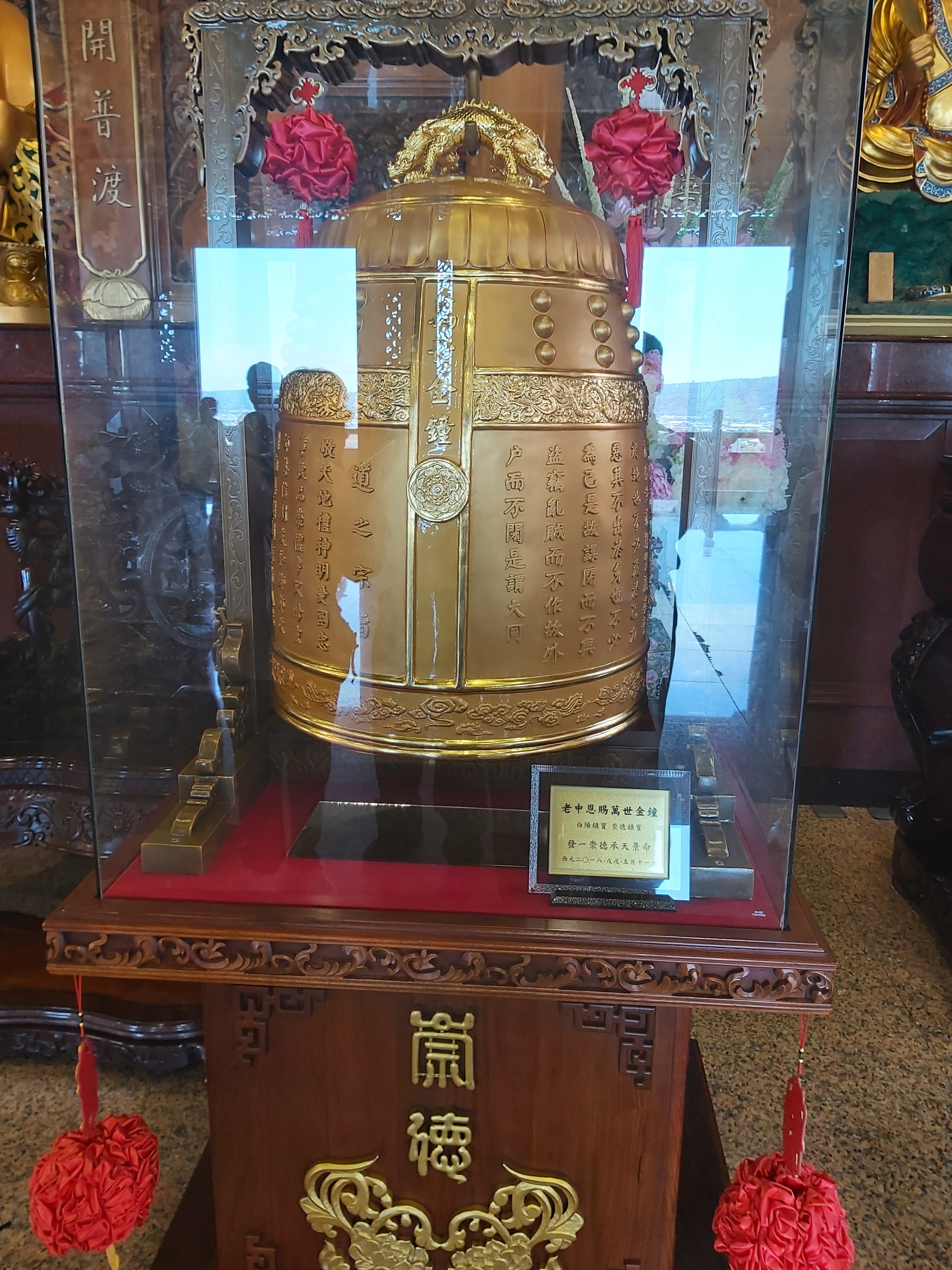
萬世金鐘

### 光慧樓
原文物館及閱覽室，現「不休息菩薩紀念館」及「崇德資料館」所在地。

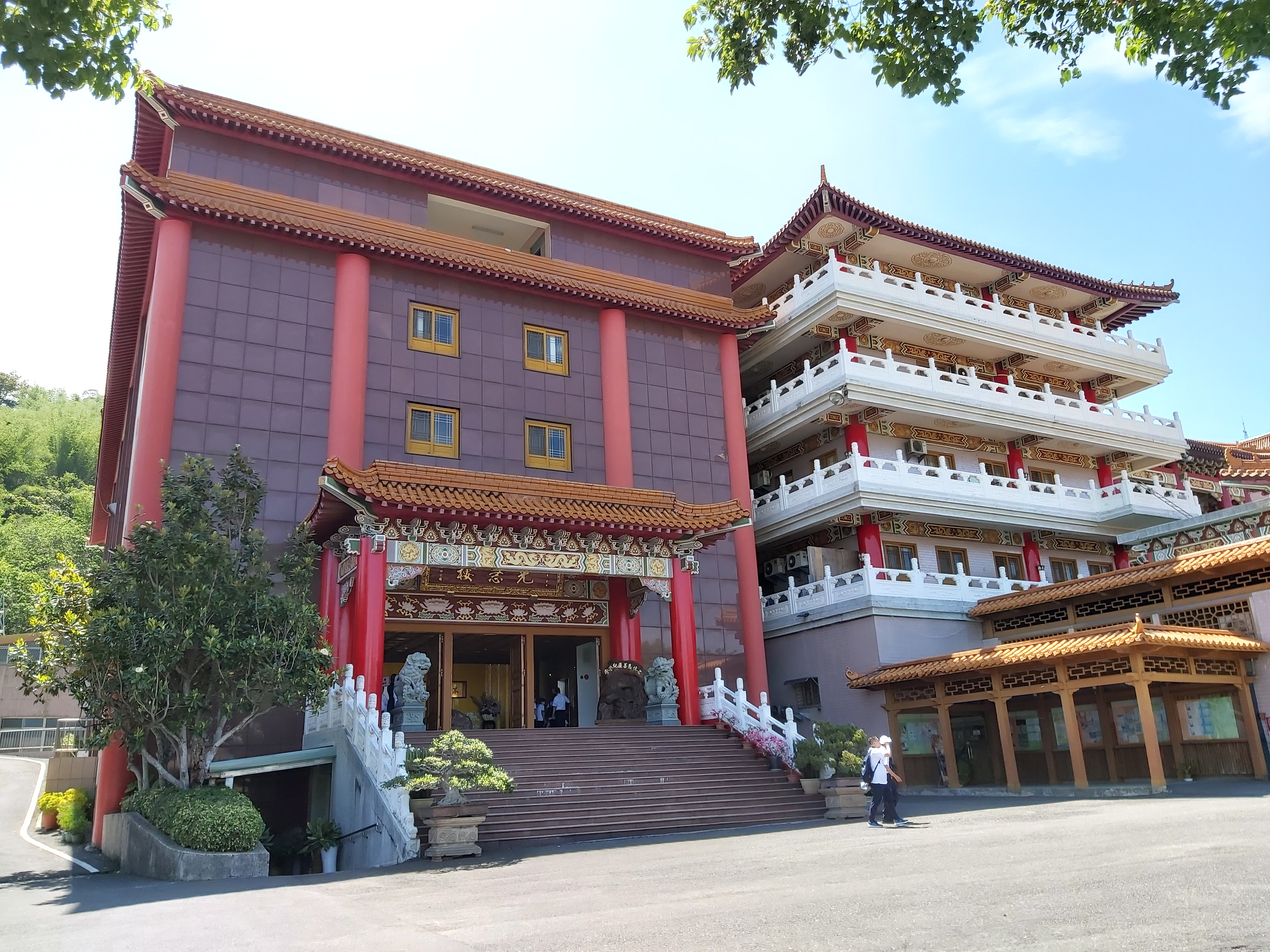
光慧樓
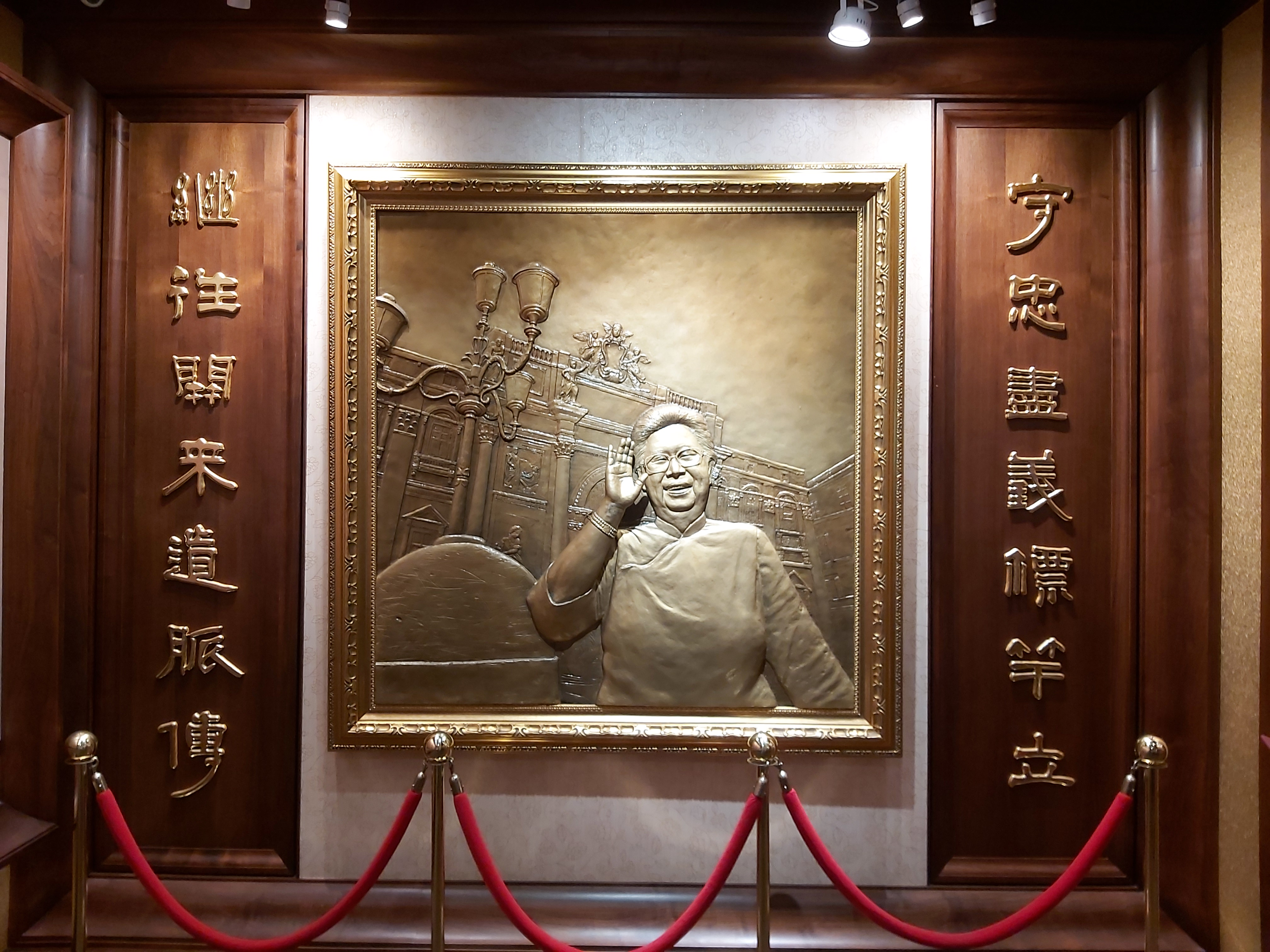
不休息菩薩紀念館
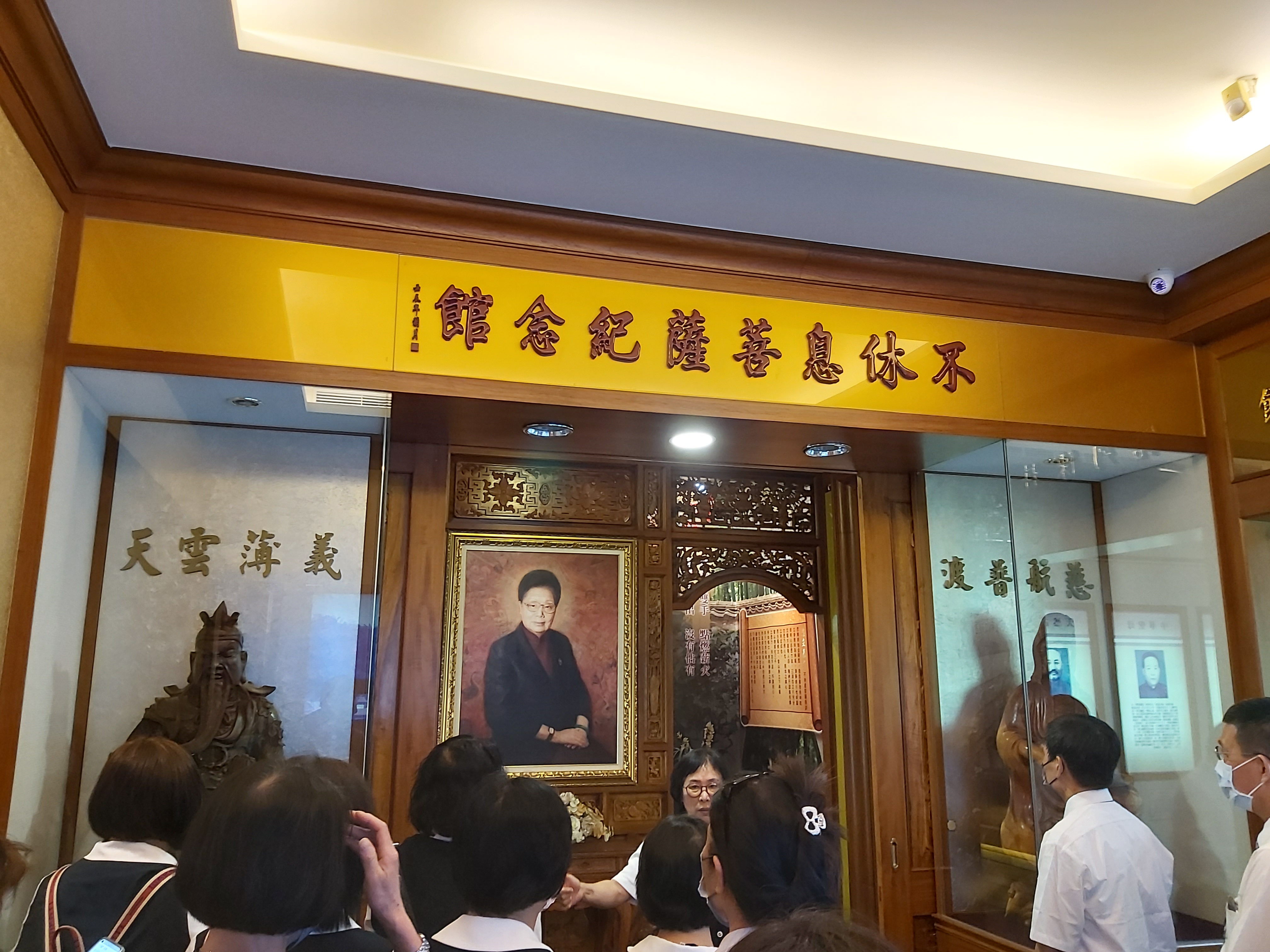
紀念館入口
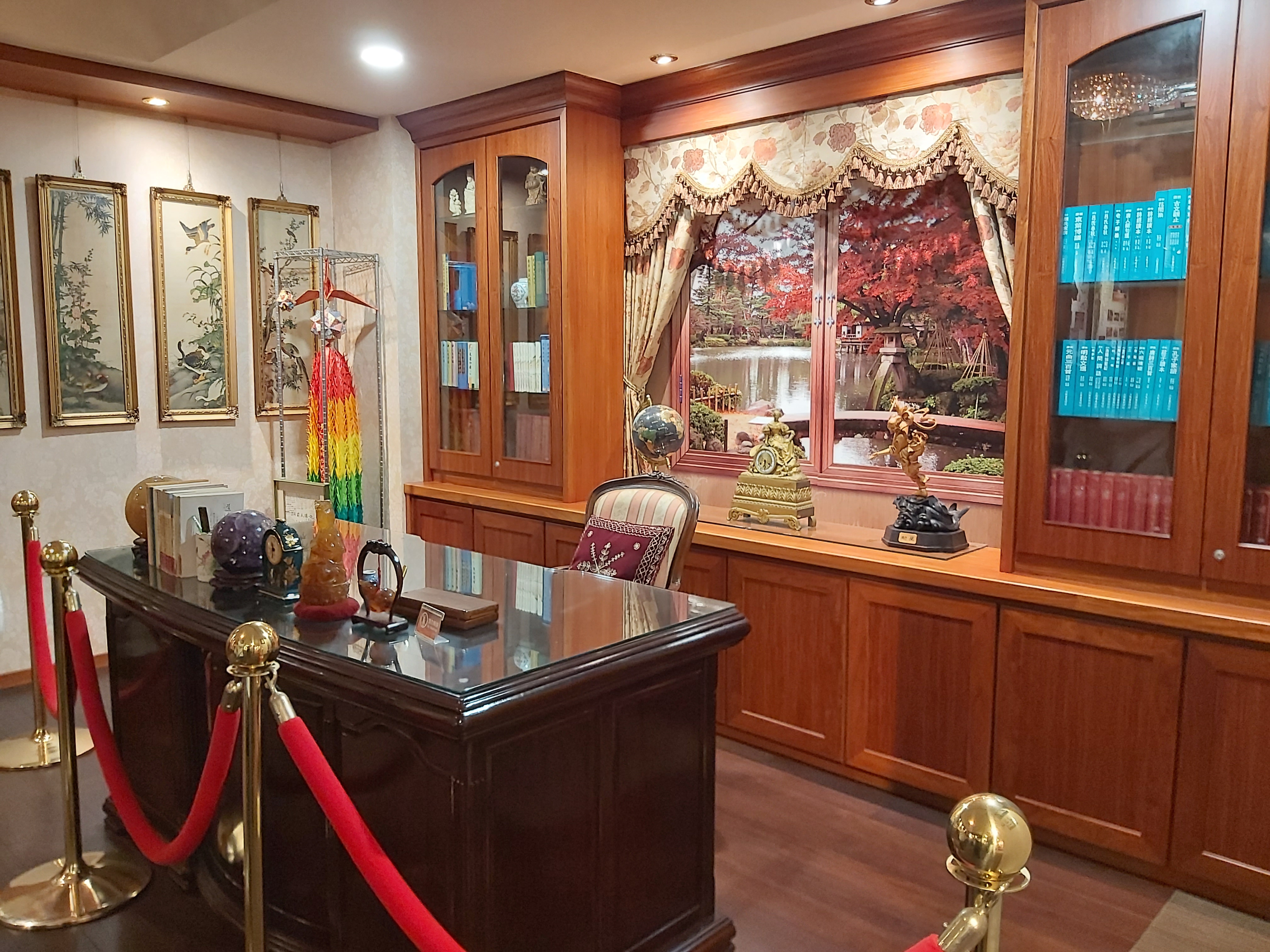
辦公室展視室
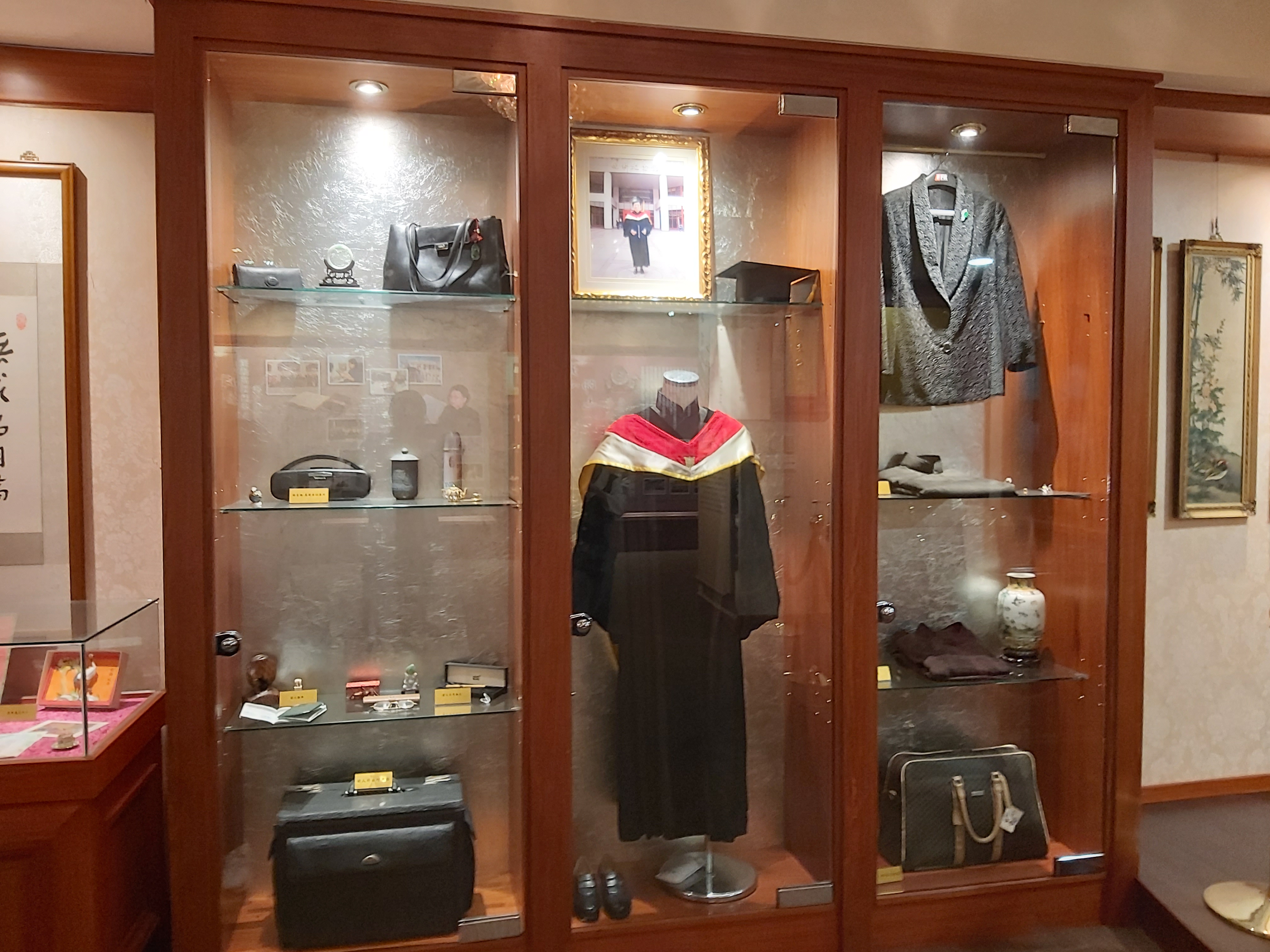
文物展視室
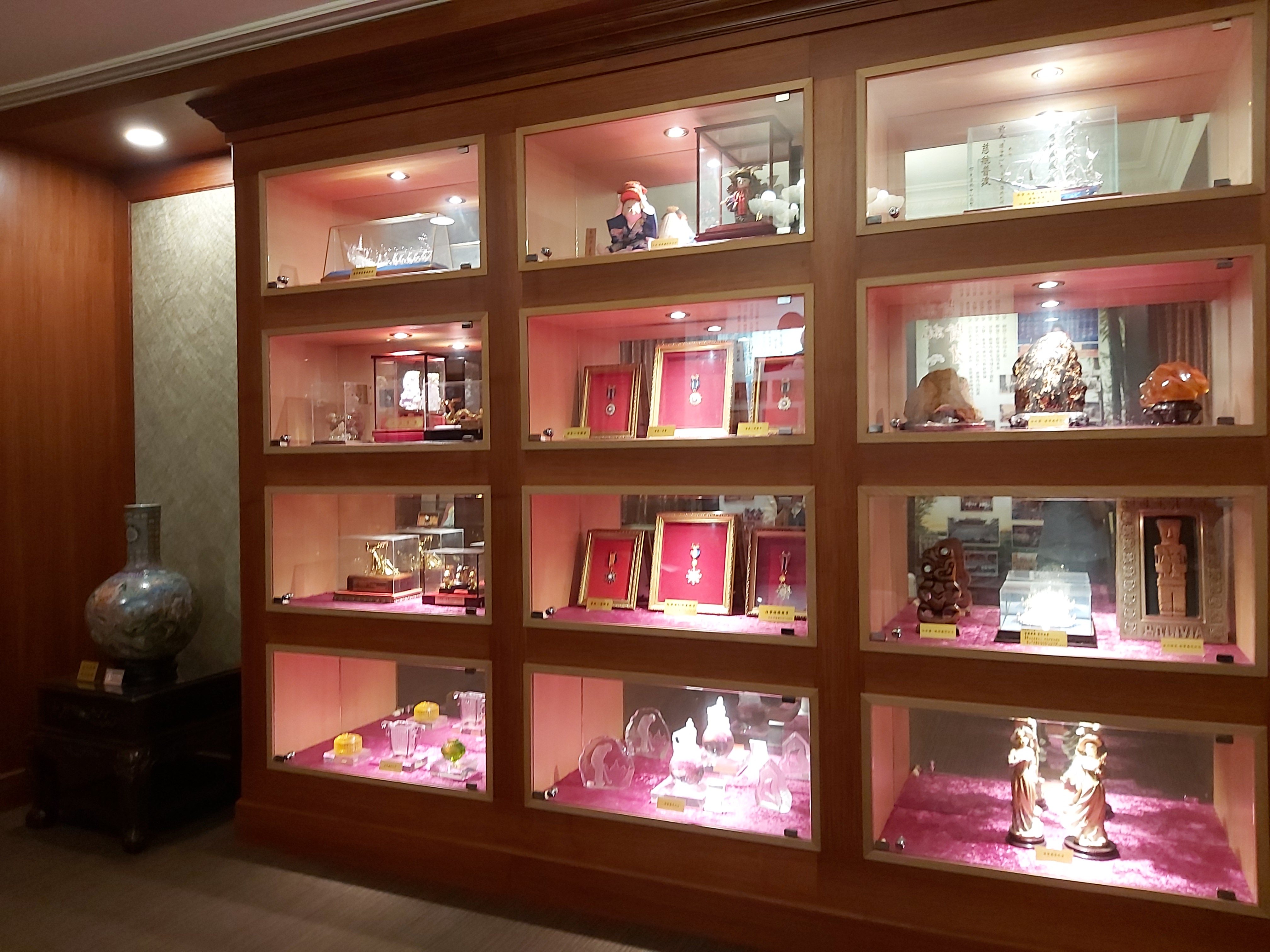
文物展視室
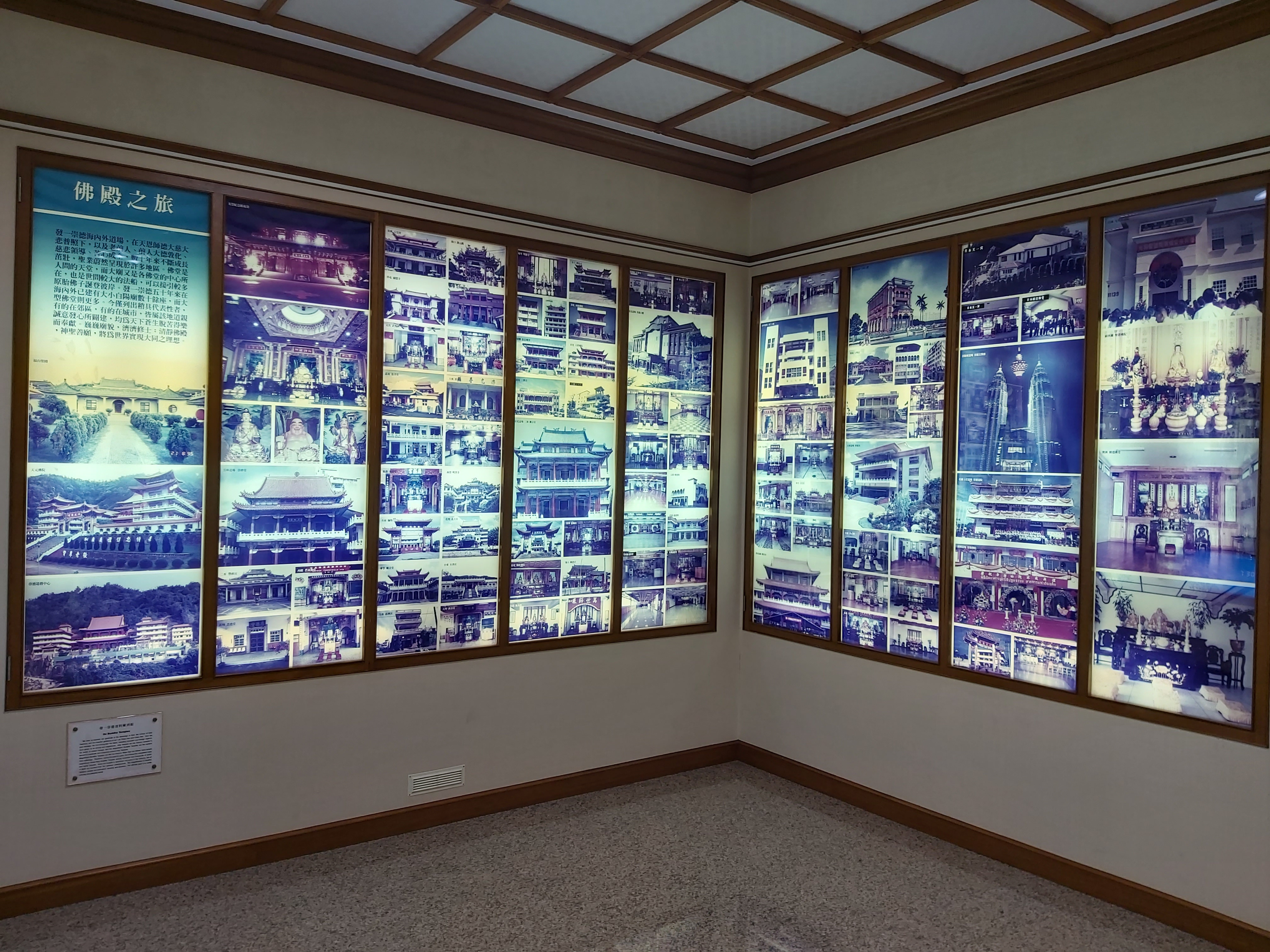
崇德資料館

### 菩薩館
崇德菩薩館由陳鴻珍籌設，全館占地四百餘坪，館內展出北魏漢白玉菩薩、宋代紅砂岩加彩貼金觀音菩薩像等五百多尊佛像藝術並登錄造冊。每周六、日對外開放參觀，平日只限定團體預約。

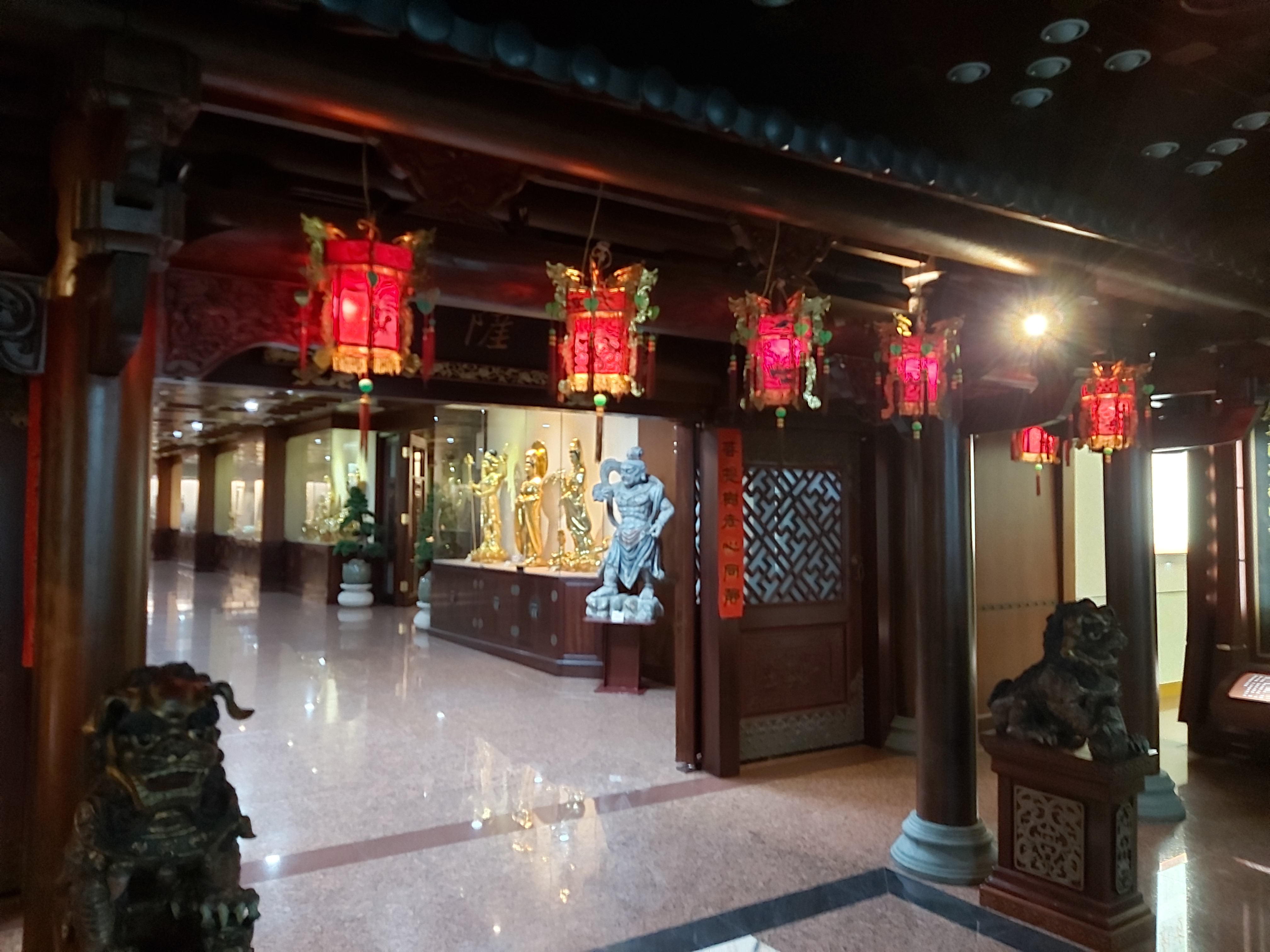
菩薩館
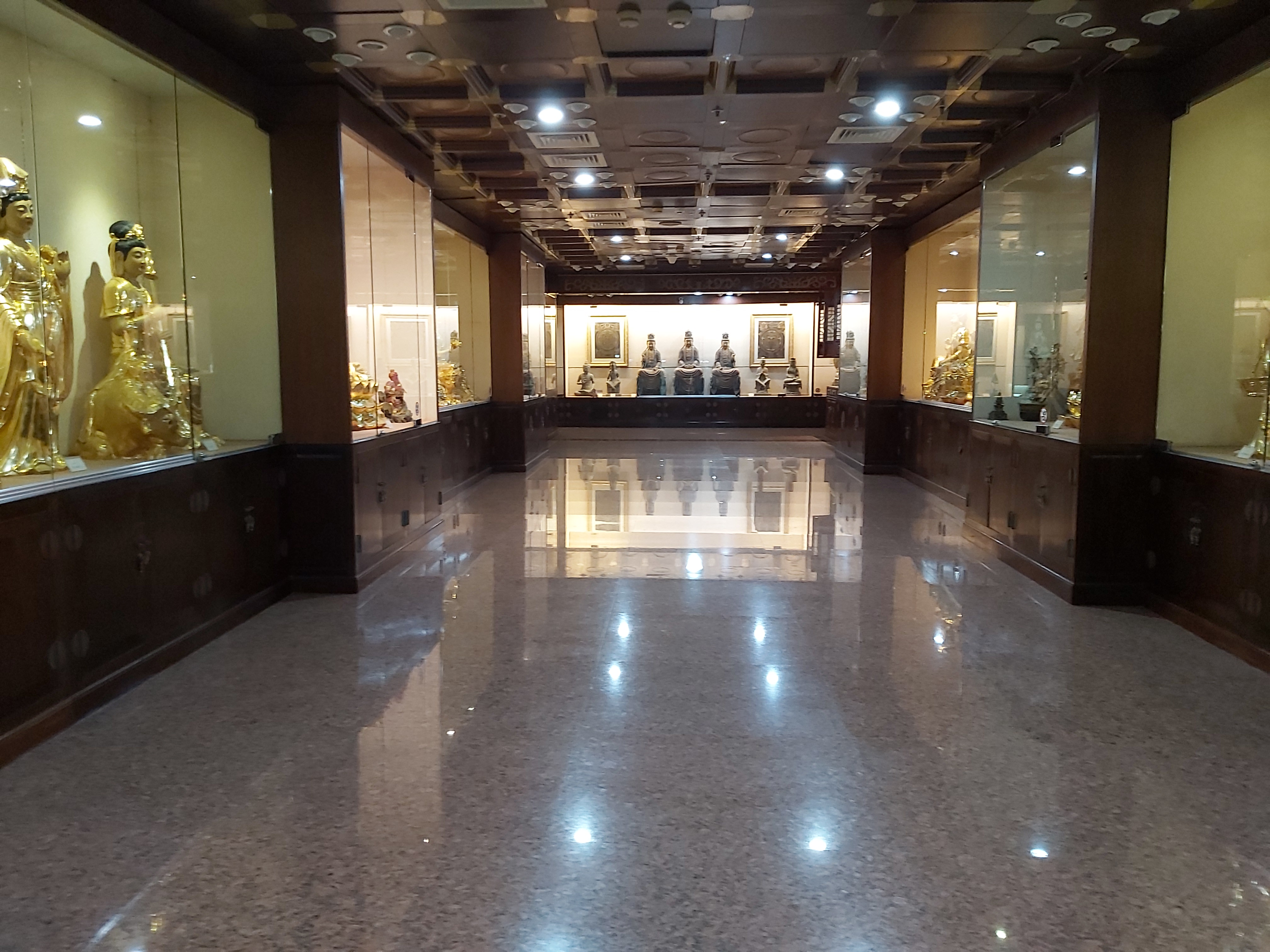
陳列室

## 外部連結
- 發一崇德全球資訊網－光慧文教館
- 光慧文教館的Facebook專頁